# Linhe

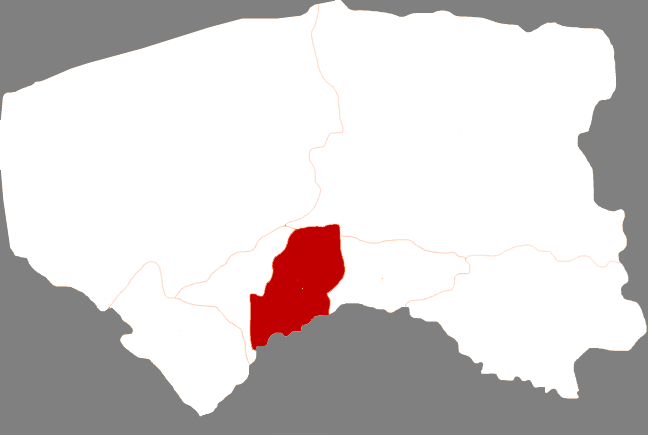
Lage Linhes in Bayan Nur

Der Stadtbezirk Linhe (chinesisch 临河区, Pinyin Línhé Qū; mongolisch ᠯᠢᠨᠾᠧ ᠲᠣᠭᠣᠷᠢᠭ Linhė toɣoriɣ) ist ein Stadtbezirk, der zur bezirksfreien Stadt Bayan Nur im Westen des Autonomen Gebiets Innere Mongolei im Norden der Volksrepublik China gehört, hat eine Fläche von 2.354 km², auf der (Stand: 2004) 550.000 Einwohner leben und ist Sitz der Stadtregierung und Verwaltungszentrum.

## Infrastruktur
Linhe liegt an der Bao-Lan-Eisenbahnstrecke (包兰铁路 Baotou-Lanzhou).
Über verschiedene Straßen und Wege mit unterschiedlichem Ausbauzustand erschließt der Stadtbezirk die Straßenviertel und Großgemeinden.

## Administrative Gliederung
Auf Gemeindeebene setzt sich der Stadtbezirk Linhe aus zehn Straßenvierteln und sieben Großgemeinden zusammen. 